# Brézins
 Brézins  es una población y comuna francesa, en la región de Auvernia-Ródano-Alpes, departamento de Isère, en el distrito de Grenoble y cantón de Saint-Étienne-de-Saint-Geoirs.

## Demografía
| 732 | 671 | 836 | 1,013 | 1,245 | 1,326 |
| Para los censos de 1962 a 1999 la población legal corresponde a la población sin duplicidades (Fuente: INSEE [Consultar]) |     |     |       |       |       |